# Horace Greeley

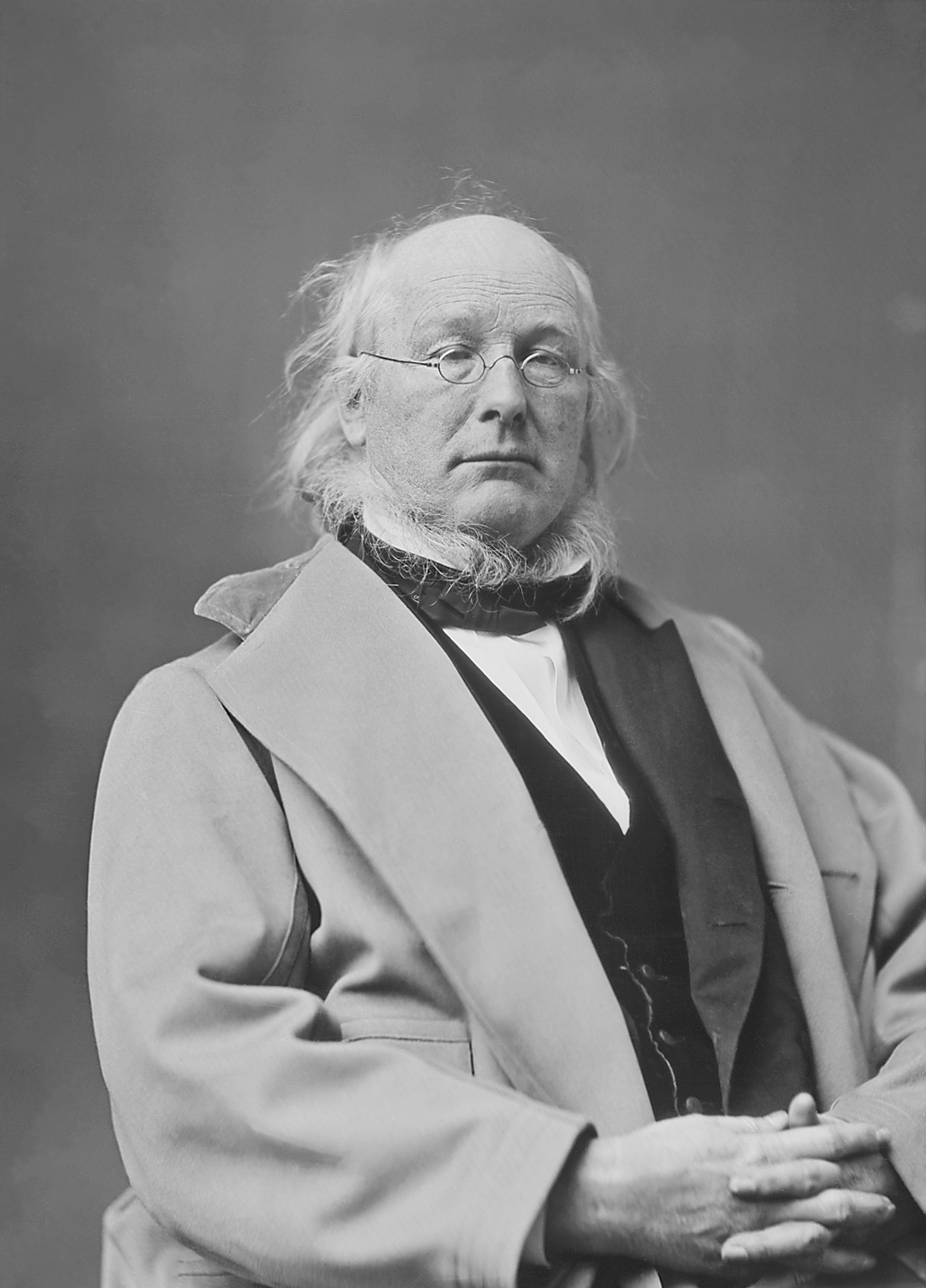
Horace Greeley, 1860er

Greeleys Unterschrift

Horace Greeley (* 3. Februar 1811 in Amherst, Hillsborough County, New Hampshire; † 29. November 1872 in Pleasantville, New York) war ein US-amerikanischer Zeitungsverleger, Gründer der New York Tribune, Politiker und Gegner der Sklaverei.

## Leben

### Jugend- und Lehrjahre
Horace war das dritte von sieben Kindern. Sein Vater, Zachäus Greeley, besaß eine 50 Hektar große Farm auf steinigem Land. Bevor Horace zehn Jahre alt war (1820), machte sein Vater Konkurs und das Haus der Familie wurde vom Sheriff verkauft. Zachäus Greeley selbst entzog sich der Festnahme wegen seiner Schulden durch Umzug nach West Haven in Vermont. Nachdem er drei Jahre mit der Familie als Tagelöhner in West Haven verbracht hatte, konnte Horace 1826 bis 1830 mit Zustimmung seines Vaters beim Northern Spectator in Poultney (Vermont) den Beruf eines Druckers erlernen. Hier wurde er bald ein guter Arbeiter, entwickelte eine Leidenschaft für die Politik und vor allem für politische Statistiken. Ab 1831 übte er diesen Beruf zunächst in Erie und später in New York City aus.
Im Jahre 1831, kurz nach seiner Ankunft in New York City, besuchte er die Kirche der Universalisten in der Orchard Street und schloss schnell mit Reverend Thomas Jefferson Sawyer Freundschaft. Reverend Sawyers Frau Caroline wurde später eine regelmäßige Mitarbeiterin bei Greeleys Zeitschrift The New Yorker. Dieser Kirche sollte Greeley sein Leben lang angehören.
Im Januar 1833 bildete Greeley eine Partnerschaft mit Francis V. Story, einem Arbeitskollegen. Ihr gemeinsames Kapital betrug etwa 150 $. Sie beschafften sich einen Kredit, eröffneten ein kleines Büro und druckten die Morning Post, die erste billige Zeitung in New York, die jedoch in weniger als drei Wochen scheiterte. Die Drucker verloren nur $ 50 oder $ 60 durch das Experiment. Sechs Monate nach Beginn ihrer Partnerschaft ertrank Story, aber sein Schwager, Jonas Winchester, nahm seinen Platz in der Firma ein. Am 2. März 1834 hatten Greeley und Jonas Winchester die erste Nummer von The New Yorker, einer Wochenzeitung, fertiggestellt. Von der ersten Nummer verkauften sie über 100 Exemplare, von der zweiten fast 200. Im nächsten Monat erhöhte sich die Auflage um durchschnittlich 100 Exemplare pro Woche. Im ersten Jahr stieg die Auflage auf 4550 Exemplare, brachte aber einen Verlust von 3000 $ ein. Das zweite Jahr endete mit 7000 Abonnenten und einem weiteren Verlust von $ 2000. Bis zum Ende des dritten Jahres hatte der New Yorker eine Auflage von 9500 Exemplaren erreicht und hatte einen Gesamtverlust von $ 7000 eingefahren. Er wurde sieben Jahre veröffentlicht (bis 20. September 1841) und war nie profitabel. Aber er war sehr populär und trug zu Greeleys Ansehen bei.
Im Jahre 1838 hatte er einen solchen Ruf als Schriftsteller gewonnen, dass er von Thurlow Weed, William Henry Seward und anderen Führern der Whig-Partei ausgewählt wurde, um die Redaktion der Zeitung The Jeffersonian in Albany zu übernehmen. Jede Woche reiste er zwischen Albany und New York hin und her, um die beiden Zeitungen zu bearbeiten. Das Jeffersonian war ein ruhiges Blatt und lehnte eine vehemente Kampagne ab und die Whigs glaubten, dass es einen großen Einfluss auf die Wahlen des nächsten Jahres haben werde. Am 2. Mai 1840, einige Zeit nachdem William Henry Harrison durch die Whig-Partei für die Präsidentschaft nominiert wurde, begann Greeley mit der Veröffentlichung einer neuen wöchentlichen Zeitung, The Log Cabin, von der er auf Anhieb 40.000 Exemplare verkaufte und die Auflage schließlich auf 80.000 verdoppelte. Sie wurde als ein brillanter politischer Erfolg gefeiert, aber die Log Cabin war nicht rentabel, und im September 1841 wurde sie mit der Weekly Tribune und dem New Yorker verschmolzen, um eine wöchentliche Auflage für auswärtige Abonnenten zu werden.

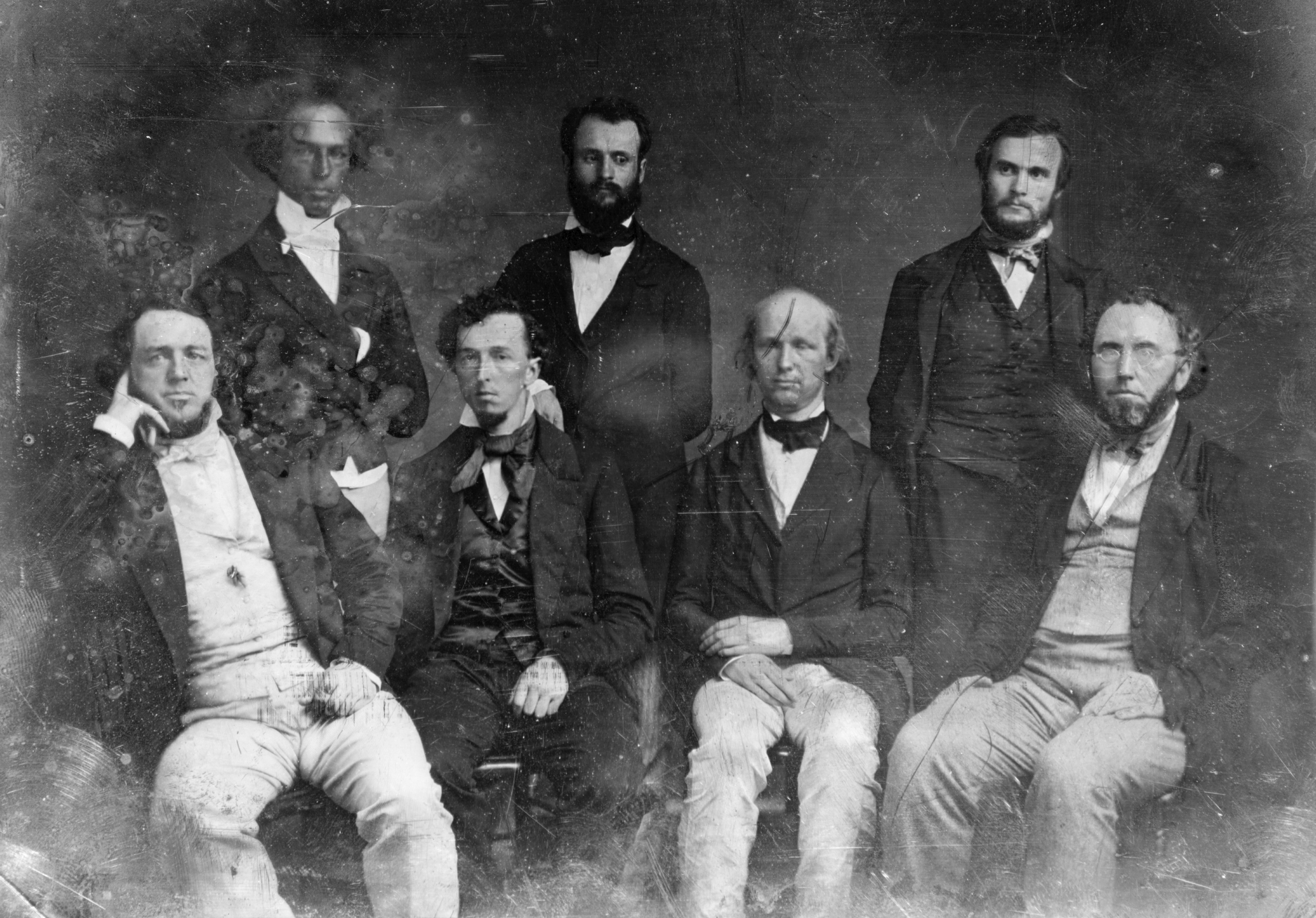
Redaktionsstab der New York Tribune, etwa 1850. Sitzend von links: George M. Snow, Bayard Taylor, Horace Greeley, George Ripley, stehend von links: William Henry Fry, Charles Anderson Dana, Henry J. Raymond

### Herausgeber der „Tribune“
Sein persönlicher Freund James Coggeshall lieh ihm $ 1000,-. Die New York Daily Tribune wurde 1841 mit diesem Kapital und dem Ruf des Herausgebers gegründet. Sie begann mit 500 Abonnenten. Die erste Woche betrugen die Kosten $ 525 und die Einnahmen 92 $. Bis zum Ende der vierten Woche hatte sie eine Auflage von 6000 erreicht und in der siebten 11.000, was die volle Kapazität der Drucker-Presse war. Die Zeitung war wach, fröhlich und aggressiv, wurde stark durch die Angriffe auf Zeitungs-Rivalen und versprach Erfolg fast von Anfang an.
Mit ihrer seriösen Berichterstattung setzte sie schnell neue Maßstäbe im amerikanischen Journalismus. Sie galt als führendes Blatt der Whig Party, die dank ihrer starken Stellung in New York die Wahl des demokratischen Präsidentschaftskandidaten 1848 verhinderte. Zu den engsten Mitarbeitern Greeleys gehörten Charles Anderson Dana und Henry J. Raymond, der nach seinem Ausscheiden die New York Times gründete (1851).
In den nächsten zwei Jahrzehnten stieg die Auflage um mehr als ein Viertel auf eine Million, und die Tribune wurde die einflussreichste Zeitung des Landes. Den üblichen Nachrichten fügte Greeley Leitartikel und Kommentare zu gesellschaftlichen und politischen Fragen hinzu. Er stellte einige der besten Zeitungsleute ein und beschäftigte ein paar literarische Koryphäen wie Margaret Fuller, George Ripley und Richard Hildreth.
Greeley hatte erstmals die politische Arena im Jahr 1840 betreten, um die Kandidatur von William Henry Harrison zu unterstützen. Er blieb ein Politiker für den Rest seines Lebens. Greeley wurde für die Whigs 1848 ins US-Repräsentantenhaus gewählt. Er war einer der Führer der Kampagne gegen das Fugitive Slave Law von 1850 und hat im Jahr 1856 zur Bildung der Republikanischen Partei beigetragen. Nach der Vereinigung der Whig Party mit der Free Soil Party und anderen oppositionellen Kräften 1854 zur Republikanischen Partei vertrat die Tribune nun auch deren Grundsätze.
Greeley war sehr interessiert an sozialistischen und feministischen Ideen und veröffentlichte Artikel von Karl Marx, Charles Dana, Margaret Fuller und Jane Grey Swisshelm in der New York Tribune. Margaret Fuller schrieb literarische Bewertungen und Kommentare in sozialen Fragen und lebte in Greeleys Haushalt von 1844 bis 1845. Später fungierte sie als Europakorrespondentin für die Tribune. Er förderte auch die Ansichten von Albert Brisbane, der Gesellschaft in kooperativen Gemeinschaften organisieren wollte und räumte ihm eine Kolumne in der Zeitung ein. Unter seinen Freunden waren auch Ralph Waldo Emerson und Henry David Thoreau. 1865 stellte er John Russell Young ein, der bald Chef-Redakteur wurde.

### Greeley und Präsident Lincoln
Greeleys Zeitung nahm einen starken moralischen Ton an und setzte sich gegen Alkohol, Tabak, Glücksspiel, Prostitution und die Todesstrafe ein. Doch sein Hauptanliegen war die Abschaffung der Sklaverei.
Als einer der führenden Abolitionisten trat Greeley vor und während des Bürgerkrieges für die Abschaffung der Sklaverei im Süden der Vereinigten Staaten ein. Er war ein kritischer Unterstützer der Politik Abraham Lincolns, griff den Präsidenten aber mehrfach publizistisch wegen des in seinen Augen zu zögerlichen Vorgehens in der Sklavenfrage an.
Im August 1862 schrieb Greeley einen Brief an Lincoln, in dem er sich von Lincolns Politik zur Sklaverei, die am Anfang des Bürgerkrieges keine Befreiung vorsah, enttäuscht zeigte. Er versuchte Lincoln mit dem Argument zu überzeugen, dass die Schwarzen als Pfadfinder, Kundschafter und Spione entscheidend für den Krieg gegen die Südstaaten sein könnten.
Aus einem offenen Antwortbrief, den Lincoln am 22. August 1862 an Greeley in dessen Eigenschaft als Herausgeber der Tribune schrieb, stammen die bis heute viel zitierten Sätze zu den Kriegszielen des Präsidenten:

„Mein oberstes Ziel in diesem Krieg ist es, die Union zu retten; es ist nicht, die Sklaverei zu retten oder zu zerstören. Könnte ich die Union retten, ohne auch nur einen Sklaven zu befreien, so würde ich es tun; könnte ich sie retten, indem ich alle Sklaven befreite, so würde ich es tun; und könnte ich die Union retten, indem ich einige Sklaven befreite und andere nicht, so würde ich auch das tun. Alles, was ich in Bezug auf die Sklaverei und die Schwarzen tue, geschieht, weil ich glaube, dass es hilft, die Union zu retten.“

Im Juli 1862 hatte der Kongress den zweiten Konfiskationsakt genehmigt, der festlegte, dass alle Sklaven, die in die Unionsreihen eintraten, für immer frei sein sollten. Dieses Gesetz autorisierte auch Präsident Lincoln, Schwarze in die Armee einzuberufen.
Der Aufruf "On to Richmond", der täglich in der Tribune erschien, wurde Greeley fälschlicherweise zugeschrieben und fand nicht gänzlich seine Zustimmung – jedoch wurde er nach der Niederlage in der ersten Schlacht von Bull Run dafür verantwortlich gemacht. 1864 drängte er auf Friedensverhandlungen mit Abgesandten der Konföderierten in Kanada, zu denen er auch von Präsident Lincoln entsandt wurde. Er musste jedoch feststellen, dass sie nicht über ausreichende Autorität verfügten.
Die Regierung Lincoln wirkte schon während des Krieges mit sanftem Druck auf die loyal gebliebenen Grenzstaaten ein, die Sklaverei freiwillig abzuschaffen. Nach dem Krieg wurden die Ziele der Proklamation auf dem gesamten Territorium der USA verwirklicht. Am 31. Januar 1865 verabschiedete der US-Kongress den 13. Zusatzartikel zur Verfassung der USA, der die Sklaverei endgültig und offiziell aufhob. Mit der Ratifizierung durch Georgia am 6. Dezember 1865 war der Zusatz endgültig rechtskräftig.
Aus praktischer Sicht hatte der Emanzipationsakt eine geringe Wirkung, da diese Proklamation weder die Sklaverei beendete noch „alle“ Sklaven befreite. An und für sich war man noch nicht weiter als nach dem zweiten Konfiszierungsakt. Sie veränderte aber ab 1863 das Ringen um die Wahrung der Union und stärkte die Bewegung gegen die Sklaverei. Nach der Proklamation wurden bis zum Sommer 1864 400.000 Unterschriften zur Aufforderung der vollständigen Abschaffung der Sklaverei gesammelt.
Horace Greeley war als Herausgeber der New York Tribune ein prominenter Befürworter des Associationalismus und damit Zielscheibe von bösartigen Angriffen. Die Associationalisten-Bewegung wurde mit dem Widerstand von Amerikanern konfrontiert, die sich von den zentralen Grundsätzen des Fourierismus bedroht fühlten: ein Ende dem Kapitalismus, gleiche Rechte für alle sowie die Abschaffung der Sklaverei und der Klassenunterschiede. Kritiker brachten die Bewegung häufig mit sexueller Promiskuität, oder "freier Liebe" in Verbindung. Während Fourier selbst ein Verfechter der freien und offenen sexuellen Beziehungen war, waren die amerikanischen Gemeinden, die meistens auf religiösen Prinzipien gegründet waren, durchgehend "schicklich". Die Leute auf Brook Farm unterstützten die Ehe und legten Wert auf die Einhaltung eines strikten sexuellen Verhaltens. Die Vorwürfe, ungerecht wie sie waren, forderten ihren Tribut mit dem Brook Farm Internat, die Haupteinnahmequelle. Eltern, die außerhalb der Gemeinde lebten und über die angebliche "Verderbtheit" lasen oder hörten, nahmen ihre Kinder aus dem Internat.

### Reisen
1851 besuchte er zum ersten Mal Europa als Juror der Ausstellung im Crystal Palace in London. Er sprach vor einem Komitee des House of Commons (Unterhaus) über Steuern auf Zeitungen und drängte auf die Abschaffung der Stempelpflicht auf Werbung. 1855 unternahm er eine zweite Reise nach Europa, auf der er aufgrund einer Klage eines Bildhauers in Paris verhaftet wurde, der auf der New York World’s Fair geschädigt worden war. Greeley war einer der Direktoren der Fair gewesen. Die zwei Tage im Arrest von Clichy wurden in seinem Reisebericht beschrieben.
1859 besuchte er Kalifornien und musste an zahlreichen öffentlichen Empfängen teilnehmen. 1871 besuchte er Texas und seine Reise durch einen der Südstaaten, wo er einstmals so gehasst wurde, wurde zu einem Triumphzug für ihn.

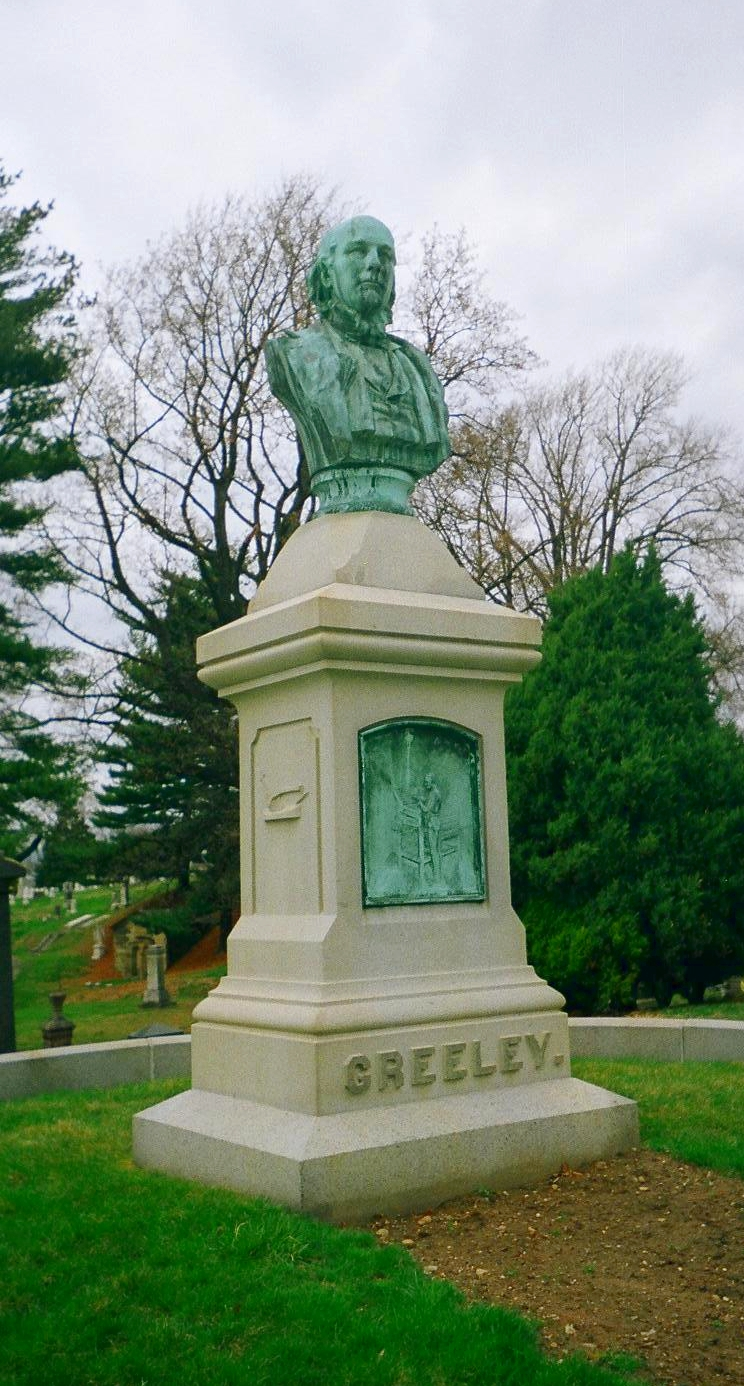
Greeleys Grab auf dem Green-Wood Cemetery in Brooklyn

### Präsidentschaftswahlkampf gegen den amtierenden Präsidenten Ulysses Grant
1872 kandidierte Greeley selbst für die Präsidentschaft. Er trat als Kandidat einer Abspaltung der Republikaner, der Liberal Republican Party, und unterstützt von den – häufig durch ihn kritisierten – Demokraten gegen den amtierenden republikanischen Präsidenten Ulysses S. Grant an, nachdem er sich mit dem radikalen Flügel der Partei über die Frage der Reconstruction entzweit hatte; sein Running Mate als Anwärter auf die Vizepräsidentschaft war B. Gratz Brown. Die Demokratische Partei nominierte ihn, da ihre führenden Mitglieder fürchteten, ein eigener Kandidat würde die Gegnerschaft von Präsident Grant spalten, womit das Ziel, diesen abzulösen, nicht erreicht werden könnte. Die Delegierten der Democratic National Convention in Baltimore schlossen sich dieser Ansicht an und gaben ihm 686 von 724 Stimmen, waren insgesamt aber wenig begeistert, Greeley zu nominieren, der ihre Partei in den Jahren zuvor publizistisch stets hart attackiert hatte.
Im Jahre 1872 kam Greeleys Leben zu einem traurigen und bitteren Ende. Während seiner Kampagne für die Präsidentschaft hatten ihn Republikaner wegen seiner Kleidung verspottet, dem watschelnden Gang und seiner zerstreuten Art und ihn als Verräter porträtiert (für seine frühere Kritik an Präsident Lincoln), ein Narr, ein Ignorant und ein Sonderling, schwach in Urteil und Nerven. Er wurde in gnadenlosen Karikaturen von Thomas Nast und anderen an den Pranger gestellt.
Greeley erhielt 44 % der Wählerstimmen (Grant: 56 %), doch starb er schon vor dem Zusammentreten des Wahlmännerkollegiums, so dass er lediglich drei ungültige Stimmen erhielt, während sich „seine“ Wahlmänner auf vier andere Politiker der Demokraten verteilten. Rechnerisch hätte er ein Ergebnis von 66 von 352 erwarten können; er hätte also sicher verloren.
Er beschrieb sich selbst als „schlimmsten geschlagenen Mann, der jemals für ein hohes Amt kandidierte.“ Während des Wahlkampfs wurde er von seinem Kollegen bei der Tribune, Whitelaw Reid, seiner redaktionellen Macht enthoben. Kurz vor der Wahl starb seine Frau. Die kombinierte Wirkung dieser Katastrophen führte zu einem kompletten körperlichen und geistigen Zusammenbruch. Greeley starb am 29. November 1872.
An Greeleys Trauerfeier in der Church of the Divine Paternity am 4. Dezember nahmen viele Honoratioren teil, darunter der Präsident, der Vizepräsident, die Mitglieder des Kabinetts, der Bürgermeister und drei Gouverneure.

### Familie
Im Jahre 1836 heiratete Greeley die Schullehrerin Mary Youngs Cheney, mit der er seine Leidenschaft für die Poesie und die vegetarische Reform-Ernährung von Sylvester Graham teilte. Die Greeleys hatten sieben Kinder, von denen aber nur zwei, Gabrielle und Ida, das Erwachsenenalter erreichten. Mary hatte ihm die Art der Liebe nicht geben können, die er sich erhofft hatte. Sie litt unter häufigen Nervenerkrankungen und vernachlässigte den Haushalt. Greeleys häusliches Leben war trostlos. Sein Landhaus außerhalb von New York City nannte er "Castle Doleful", und er schlief die meisten Nächte in Unterkünften in der Nähe der Zeitung.

## Wirkung
Der noch heute berühmte Slogan Go West, Young Man!, der zur Besiedelung des amerikanischen Westens aufrief, wird gemeinhin Horace Greeley zugeschrieben, so z. B. im Vorspann des Marx-Brothers-Films Go West (dort zitiert mit dem Jahr 1851).
Greeley taucht als Comic-Figur in dem Lucky-Luke-Band 45 Der Daily Star und im Die-blauen-Boys-Band 28 Aufruhr in New York auf. Im Western Der Mann, der Liberty Valance erschoß, beruft sich der von James Stewart gespielte Anwalt Ransom Stoddard auf Greeley und dessen auffordernden Ratschlag „Go West, Young Man!“, den ihm dieser persönlich erteilt habe.
Die Eltern des späteren deutschen Reichsbankpräsidenten Hjalmar Schacht (1877–1970) gaben ihrem Sohn die Namen „Horace Greeley“ als ersten und zweiten Vornamen.
Nach Greeley sind Greeley County in Kansas und Greeley County in Nebraska benannt.

## Werke
- Hints Toward Reforms (1850),
- Glances at Europe (1851),
- Art and Industry as Represented in the Exhibition at the Crystal Palace, New York 1853-4. Showing the Progress and State of the various useful and esthetic pursuits. From the New York Tribune. Revised and edited by Horace Greeley. Publisher: Redfield, New York 1853
- A history of the struggle for slavery extension or restriction in the United States, from the Declaration of independence to the present day (1856),
- A political text-book for 1860
- Horace Greeley, An Overland Journey from New York to San Francisco in the Summer of 1859 (1860),
- Essays designed to elucidate the science of political economy (1870)
- What I know of farming: a series of brief and plain expositions of practical agriculture as an art based upon science. (1871).
- Recollections of a Busy Life. Including Reminiscences of American Politics and Politicians, from the Opening of the Missouri Contest to the Downfall of Slavery. J. B. Ford, New York 1868 Digitalisat
- Mr. Greeley's record on the question of amnesty and reconstruction, from the hour of Gen. Lee's surrender (1872)
- Epes Sargent: The life and public services of Henry Clay, down to 1848. Edited and completed at Mr. Clay's death, by Horace Greeley. Derby & Miller, Auburn 1853
- The American Conflict. O. D. Case, Hartford 1864 Volume 1 Digitalisat[8]
- The American conflict: a history of the great rebellion in the United States of America, 1860-'64 – Volume II